# 羊口镇
羊口镇，旧名羊角沟镇，是中华人民共和国山東省潍坊市寿光市下辖的一个乡镇级行政单位。2019年中国百强乡镇第80名。
因地处爬拉沟东侧，沟南端两条小沟汇入，形似羊角，命名羊角沟。

## 行政区划
羊口镇下辖以下地区：
第六社区、第一社区、第二社区、第三社区、第四社区、第五社区、杨家庄子村、营子村、官台村、齐家庄子村、王家庄子村、菜央子村、宅科一村、宅科二村、宅科三村、宅科四村、宅科五村、南宅科村、丁家庄子村、单家庄村、任家庄子村、郑家庄子村、刘旺庄村、曹辛庄村、侯辛庄村、东桃园村、西桃园村、八面河村和杨家围子村。

## 历史
通商口岸，称羊口。1939年1月日军侵入羊角沟，渔盐民纷纷逃走，渔船绝迹，盐滩停晒。1944年夏，国民党保三师进驻羊角沟。1945年4月羊角沟解放后，渤海区党委决定成立羊角沟市委和市政府。
1947年2月撤市划区，归寿光县领导，原市委、市政府人员改组为渤海行署羊角沟办事处，杨少心任办事处主任。1948年置羊口市。1950年撤市改羊角沟区。1952年6月改为羊角沟特区（设清河、望海两镇），直属昌潍专署领导。1953年3月撤销羊角沟特区。1958年设羊角沟公社。1980年置羊角沟镇。1993年改名羊口镇。2001年杨庄乡并入。2005年卧铺乡并入。2011年12月21日，双王城水库区域、国有机械林场区域以及卧铺片区和寇家坞片区的14个行政村划入双王城生态经济园区。